# TRON
TRON （英語：The Real-time Operating system Nucleus）是一个开放的实时操作系统内核。其项目于1984年由东京大学的坂村健教授发起，宗旨是“为全社会的需要创造一套理想的计算机结构和网络”。
截止2003年，由其衍生的 Industrial TRON（ITRON）是全世界使用数量最多的操作系统之一，遍布于从移动电话、家用电器甚至到汽车等数十亿电子设备上。虽然 ITRON 主要是被日本公司使用，但也吸引了世界范围内的兴趣。然而，据说优质英语文档的缺乏让它没能被更广泛地接受。
2004年，东京都知事石原慎太郎提到：“TRON曾经被前通商產業大臣桥本龍太郎扼杀了，因为当时他受到了来自于美国的压力。”

## 架构
TRON本身没有具体的内核源代码，而是用来创建内核的“接口和设计准则的一组集合”。所以基于这个规范，不同的公司都可以适配不同的微处理器开发自制版本的TRON。
虽然TRON的规范是公开的，但实现者可以自由决定其实现是否专有。

### 子结构
TRON框架为各种不同的计算单元定义了完整的结构。
- ITRON (Industrial TRON)：运用最广泛的TRON结构。为嵌入式系统设计的实时操作系统结构
  - JTRON (Java TRON)：支持Java平台
- BTRON(Business TRON)：针对个人电脑，工作站，PDA，主要作为基于TRON架构的网络中的人机界面
- CTRON (Central and Communications TRON)：针对大型机，数字交换机
- MTRON (Macro TRON)：TRON的不同组件间的内部通信
- STRON (Silicon TRON)：实时内核的硬件实现。[6]

## 历史
- 1984年：TRON项目正式启动。
- 1985年：NEC公司宣布基于ITRON/86规范第一个实现了ITRON操作系统。
- 1986年：TRON 居议会（不联盟的TRON协会）正式成立。日立公司发布了基于ITON/86K规范的系统。：第一届TRON论坛举行。
- 1987年：富士通公司发布基于ITRON/MMU规范的系统。：三菱电器发布基于ITRON/32规范的系统。：日立公司在Gmicro/200 32位微处理器上实现TRON VLSI CPU 规范系统。

## 行政管理

### T-Engine
T-Engine论坛是一个非营利组织，为ITRON，T-Kernel和普适ID架构开发开放规范。其现任主席是坂村健博士，截至2011年7月共有266名会员在其中。执委会会员包括了如富士、日立、NTT DoCoMo和电装等日本巨头。A级会员包括 eSOL, NEC 和雅马哈等公司，参与 T-Engine 和 T-Kernel 规范，或者普适ID技术的设计与开发。B级会员包括 ARM，Freescale，MIPS科技，三菱集团，博世，索尼，东芝，Xilinx，参与使用T-Engine和T-Kernel的产品的开发。参与论坛的还有赞助会员和学术会员，包括许多大学，如日本的东京大学，中国的大连海事大学。

### MicroScript
MicroScript是一个图表式的高级程序语言，由 Personal Media Corporation 创造。与苹果公司的HyperTalk类似。意为没有或几乎没有编程经验的终端用户准备，虽然也被专业BTRON程序员当作开发工具来在各种TRON之间移植软件，或者简单快速地为硬件设备编写驱动。MicroScript基于、并且扩展运用了TRON Basic 文本编辑器和 Basic Figure 编辑器。